# Закони збереження
| Симетрія у фізиці            | Симетрія у фізиці                 | Симетрія у фізиці            |
| Перетворення                 | Відповідна інваріантність         | Відповідний закон збереження |
| ---------------------------- | --------------------------------- | ---------------------------- |
| ⭥Трансляції часу             | Однорідність часу                 | …енергії                     |
| ⊠ C, P, CP і T-симетрії      | Ізотропність часу                 | …парності                    |
| ⭤ Трансляції простору        | Однорідність простору             | …імпульсу                    |
| ↺ Обертання простору         | Ізотропність простору             | …моменту імпульсу            |
| ⇆ Група Лоренца (бусти)      | Відносність Лоренц-коваріантність | …руху центра мас             |
| ~ Калібрувальне перетворення | Калібрувальна інваріантність      | …заряду                      |

Зако́ни збере́ження у фізиці — група законів, які стверджують, що значення певних фізичних величин не змінюється в замкненій системі з її еволюцією. Далі наводиться частковий перелік законів збереження, але на сьогодні не є доведеним фактом, що він є повний або повністю коректний (наприклад, в загальній теорії відносності, імпульс та момент імпульсу не зберігаються через те, що викривлений просторово-часовий многовид не задовольняє певні топологічні умови):
- закон збереження енергії
- закон збереження маси (тільки в нерелятивістських теоріях)
- закон збереження імпульсу
- закон збереження моменту імпульсу
- закон збереження електричного заряду
- закон збереження колірного заряду

Цей перелік не є вичерпним. У фізиці елементарних частинок є деякі інші, такі як збереження баріонного заряду або дивності, що виконуються для певного типу взаємодій.
Теорема Нетер доводить еквівалентність між законами збереження та інваріантністю фізичних законів щодо деяких перетворень або симетрій (це справедливо для систем, які описуються механікою Лагранжа або механікою Гамільтона). Наприклад, закон збереження енергії випливає з інваріантності часу (тобто з фізичного твердження про однорідність часу), збереження імпульсу — з інваріантності зсуву (або перенесення), що відповідає факту однорідності простору, збереження кутового моменту — з ізотропності простору (тобто незмінності властивостей простору в будь-якому з напрямів).